# Empty Black Box
Empty Black Box（エンプティブラックボックス）は、日本のブラスロックバンド。通称「EBB(イービービー)」。

## メンバー
- Yatz（ヤツ） - 8月21日生まれ、B型、千葉県出身、ボーカル。
- Tamuchin（タムチン） - 5月11日生まれ、B型、神奈川県出身、ギター、ex.Keno。
- Taka（タカ） - 6月19日生まれ、B型、大阪府出身、ベース。
- Yossy（ヨッシー） - 12月14日生まれ、O型、北海道出身、キーボード。
- Shinya（シンヤ） - 9月24日生まれ、O型、東京都出身、トロンボーン。
- Tatchan（タッチャン） -1月31日生まれ、山梨県出身、サックス。

## 元メンバー
- Maki（マキ）  - アルトサックス
- Gami（ガミ） - ベース
- Kana（カナ） - キーボード
- Aya（アヤ） - テナーサックス
- Sally（サリー） - トロンボーン
- Yusaku（ユウサク） - テナーサックス
- Yukito（ユキト） - ベース
- Ponch（ポンチ） - ギター
- Atsushi（アツシ） - ドラム
- Bon (ボン) - トランペット
- Girarin（ギラリン） - トランペット
- Sasuke（サスケ） - ドラム
- Reo（レオ） - トランペット

## 来歴
- 2003年 - 1月、ボーカルYatz(ヤツ)を中心に結成。
- 2004年
5月、1st mini album『百年たっても』リリース。タワーレコードインディーズチャート１位を記録。ゲストに渡野辺マント氏(上々颱風)、TABU ZOMBIE(SOIL&”PIMP” SESSIONS)などが参加。
8月、FUJI ROCK FESTIVAL’ 04 ROOKIE A GO GOに出演。
- 2005年 - 6月、1st maxi single『FOOLISH』リリース。タワーレコードインディーズチャート1位を記録。
- 2006年
3月、2nd mini album『純情ボックス』リリース。タワーレコードインディーズチャート2位を記録。
11月、1st full album『What’ EBB ?』リリース。
12月、原宿アストロホールにて初ワンマンライブ。
- 2008年 - 4月、カバーアルバム『昭和デラックス』リリース。タワーレコードインディーズチャート4位記録。
- 2010年 - 10月、2nd full album『12 Colors』リリース。
- 2013年
7月、アコースティック演奏によるセルフカバーアルバム『ACOUSTiC SESSiONS』をリリース。
12月、10周年記念ワンマンライブを行う。同日、自身のレーベルSHINYA RECORDSからsingle『青春謳歌』リリース。
- 2014年
4月、台湾最大級のロックフェス SPRING SCREAM 2014に出演。
7月、single『夏の女神』リリース。
- 2015年
5月、single『欲望パズル』リリース。
12月、スピッツのトリビュートアルバム『JUST LIKE HONEY「ハチミツ」20th Anniversary Tribute』の収録曲『ルナルナ / 鬼龍院翔(ゴールデンボンバー)』にEmpty Black Boxホーン隊が参加。

## ディスコグラフィー

### シングル
1. FOOLISH（2005年6月22日）
2. 青春謳歌（2013年12月08日）　※会場限定発売
3. 夏の女神（2014年7月27日）　※会場限定発売
4. 欲望パズル（2015年5月31日）　※会場限定発売
5. 背中合わせ（2018年12月9日)

### アルバム
1. 百年たっても（2005年1月21日）
2. 純情ボックス（2006年3月15日）
3. What's EBB（2006年11月22日）
4. 昭和デラックス（2008年4月23日）
5. 12 Colors（2010年10月27日）
6. ACOUSTiC SESSiONS（2013年7月28日）　※会場限定発売
7. ACOUSTiC SESSiONS+1（2015年7月26日）　※会場限定発売
8. SEVEN’S DOOR（2016年11月22日）
9. Breathing（2022年5月21日）　※会場限定発売
10. High Position（2023年8月30日）　※会場限定発売